# SMS Helgoland (1912)
Pour les autres navires du même nom, voir SMS Helgoland.
Le SMS Helgoland était un croiseur éclaireur de la classe Novara construit pour la marine austro-hongroise juste avant la Première Guerre mondiale.
Le Helgoland a participé à plusieurs raids sur les navires défendant le canal d'Otrante, notamment à la bataille du détroit d'Otrante en mai 1917. Il a été transféré en Italie en 1920, conformément aux traités de paix mettant fin à la Première Guerre mondiale, et rebaptisé Brindisi. Après des modifications, le navire est affecté à l'escadron responsable de la Méditerranée orientale jusqu'en 1924. Il passe les cinq années suivantes basé en Libye et en Italie avant que le Brindisi ne soit désarmé et transformé en navire de dépôt en 1929. Le navire a été rayé de la liste de la Marine en 1937 et a été démantelé par la suite.

## Conception et description
Le navire mesurait 130,64 mètres (428 ft 7 in) de longueur hors-tout, avec une largeur de 12,79 mètres (42 ft 0 in). Le Helgoland avait un tirant d'eau moyen de 4,6 mètres (15 ft 1 in) et déplaçait 3 500 tonnes métriques (3 400 tonnes longues) à charge normale. A pleine charge, il déplaçait 4 017 tonnes métriques (3 954 tonnes longues). Son système de propulsion était constitué de deux ensembles de turbines à vapeur AEG-Curtis entraînant deux arbres d'hélice. Elles étaient conçues pour fournir 25 600 chevaux-vapeur sur les arbres (19 100 kW) et étaient alimentées par 16 chaudières à tubes d'eau Yarrow. Le Helgoland transportait environ 710 tonnes métriques (700 tonnes longues) de charbon, ce qui lui donnait une autonomie d'environ 1 600 milles nautiques (3 000 km) à 24 nœuds (44 km/h). Le navire avait un équipage de 340 officiers et hommes.
Le Helgoland était armé de neuf canons de 10 cm de calibre 50 montés sur un seul socle. Trois étaient placés à l'avant sur le gaillard d'avant, quatre étaient situés au milieu du navire, deux de chaque côté, et deux étaient côte à côte sur le pont de quart. Un canon antiaérien Škoda 7 cm/50 K10 et six tubes lance-torpilles de 53,3 cm dans des supports doubles ont été ajoutés en 1917. La marine prévoyait de retirer les canons du gaillard d'avant et du gaillard d'arrière et de les remplacer par des canons de 15 centimètres à l'avant et à l'arrière, mais rien n'a été fait avant la fin de la guerre.
Le navire était protégé par une ceinture blindée à la ligne de flottaison, d'une épaisseur de 60 mm au milieu du navire. La tour de commande avait des côtés de 60 mm d'épaisseur, et le pont avait une épaisseur de 20 mm.

## Historique du service
La pose de la quille du Helgoland a été réalisée au chantier naval Danubius de Fiume le 28 octobre 1911 et a été lancé le 23 novembre 1912. Le navire a été achevé le 5 septembre 1914, un mois après le début de la Première Guerre mondiale.
Un jour après que le royaume d'Italie ait déclaré la guerre à l'Autriche-Hongrie le 23 mai 1915, le Helgoland et deux destroyers ont engagé et coulé le destroyer italien Turbine. Le 17 août 1915, le Helgoland, son navire-jumeau (sister ship) Saida et quatre destroyers ont bombardé les forces italiennes sur l'île de Palagruža qui avait été récemment occupée par les Italiens.
À la fin de 1915, la marine austro-hongroise (K.u.k. Kriegsmarine) a commencé une série de raids contre les navires marchands qui approvisionnaient les forces alliées en Serbie et au Monténégro. Dans la nuit du 22 au 23 novembre 1915, le Helgoland, le Saida et la 1re division de torpilles ont effectué un raid sur la côte albanaise et ont coulé deux transports italiens transportant de la farine. Pour faciliter ces raids, le Helgoland, son navire-jumeau Novara, six destroyers modernes de classe Tátra, six torpilleurs de classe 250t et un pétrolier ont été transférés à Kotor pour faciliter d'autres raids le 29 novembre. 

Le Helgoland, avec cinq destroyers, a participé à un autre de ces raids à la fin décembre. Dans la nuit du 28 au 29 décembre 1915, alors qu'il effectuait sa sortie, le Helgoland a éperonné et coulé le sous-marin français Monge entre Brindisi et le port albanais de Durrës. Le Helgoland et les destroyers ont attaqué les navires à Durrës le matin suivant. Deux des destroyers ont heurté des mines après avoir coulé plusieurs navires dans le port et ont dû être abandonnés. Les Austro-Hongrois ne parviennent à échapper à la poursuite des Alliés que lorsque la nuit tombe.

Dans la nuit du 31 mai au 1er juin 1916, le navire couvre un raid de deux destroyers et de trois torpilleurs sur les harenguiers qui défendent le canal d'Otrante contre les sous-marins qui tentent de sortir de la mer Adriatique, et en coule un.
Erich Heyssler a pris le commandement de Helgoland en avril 1917 et Miklós Horthy a planifié un autre raid sur les bouées dérivantes en utilisant une force composée des trois croiseurs de classe Novara. Les trois croiseurs devaient attaquer séparément tandis que deux destroyers faisaient une attaque de diversion sur les harenguiers près de la côte albanaise. Dans la nuit du 14 mai, les navires ont quitté le port et ont réussi à traverser la ligne des harenguiers dans l'obscurité sans être identifiés. Lorsque les bruits de l'attaque de diversion se sont fait entendre, les harenguiers ont relâché leurs filets et ont commencé à se diriger vers Otrante. Le Helgoland a fait demi-tour et a attaqué le groupe de canots le plus à l'ouest à l'aube du 15 mai. Les trois croiseurs ont coulé 14 harenguiers et en ont gravement endommagé quatre autres. Le capitaine du harenguier Gowan Lea, Joseph Watt, a refusé de se rendre et d'abandonner le navire lorsque le Helgoland le lui a demandé, bien que le croiseur ne soit qu'à 90 m. L'équipage de Watt n'a pu tirer qu'un seul coup de feu avant que son unique canon de 57 mm ne soit mis hors service. Le refus de Watt de se rendre face à des chances écrasantes a été reconnu après la bataille par l'attribution de la Victoria Cross.
Le Helgoland ne s'est pas attardé pour s'assurer que le Gowan Lea avait été coulé, mais a procédé à l'attaque d'autres harenguiers. Il a toutefois fait une brève pause pour sauver 18 survivants d'autres harenguiers avant de faire demi-tour pour rentrer chez lui. Pendant leur retraite, les navires autrichiens ont d'abord été contactés par un groupe de trois destroyers français dirigés par un petit croiseur éclaireur italien, Carlo Mirabello, mais les canons plus lourds des navires autrichiens ont dissuadé le commandant allié de réduire la distance. Ils ont été interceptés peu après par un groupe plus puissant composé de deux croiseurs protégés britanniques, le Bristol et le Dartmouth, escortés par quatre destroyers italiens. Le Dartmouth ouvre le feu avec ses canons de 6 pouces (152 mm) à une distance de 9 700 m et Horthy ordonne à ses navires de faire un écran de fumée quelques minutes plus tard. Les trois croiseurs autrichiens ont failli entrer en collision dans la fumée dense, mais ils ont été protégés contre le feu des navires britanniques qui se rapprochaient. Lorsqu'ils sont sortis, les navires autrichiens n'étaient plus qu'à environ 4 500 m des Britanniques, une distance beaucoup plus adaptée aux canons autrichiens plus petits.
Les trois croiseurs s'éloignaient progressivement de leurs poursuivants lorsque le Novara, en tête des navires autrichiens, a été touché à plusieurs reprises, notamment dans la salle des machines, ce qui a détruit la moitié de ses chaudières. Le Helgoland a également été touché cinq fois, mais sans gravité, à part un canon hors d'usage. Un membre d'équipage a été tué et 16 ont été blessés. Les navires britanniques se sont détournés, à peu près au moment où le Novara a dû éteindre ses chaudières restantes et est mort dans l'eau, en apprenant que d'autres navires autrichiens approchaient. Le Saida se préparait à prendre le Novara en remorque lorsque plusieurs destroyers italiens ont attaqué successivement. Le poids des tirs des trois croiseurs les a empêchés de s'approcher à portée de torpilles et ils n'ont pas réussi à les toucher. Le navire allié est retourné à Brindisi et les Autrichiens ont lentement regagné leur base. Le Helgoland avait tiré 1 052 obus de ses canons de 10 cm. Heyssler a reçu l'Ordre de Léopold avec des épées croisées en reconnaissance de son leadership pendant la bataille.
Le Helgoland et six destroyers ont tenté de reproduire le succès du raid précédent les 18 et 19 octobre, mais ils ont été repérés par des avions italiens et ont fait demi-tour face aux importants renforts alliés alertés par les avions. Le Helgoland a été pris sous les canons de plusieurs croiseurs blindés mutinés pendant la mutinerie du golfe de Kotor en février 1918, mais a réussi à s'échapper sans dommage.
 
Le navire a été chargé de participer à une attaque majeure contre les navires alliés qui défendaient le canal d'Otrante le 11 juin, mais cette attaque a été annulée après que le dreadnought SMS Szent István a été coulé par une vedette-torpilleur MAS alors qu'il se rendait au rendez-vous de l'opération.
Après l'armistice de Villa Giusti entre l'Italie et l'Autriche-Hongrie le 3 novembre, toute la flotte austro-hongroise a été transférée à la Yougoslavie nouvellement formée.

## Service italien
L'Italie a reçu le Helgoland de l'Autriche-Hongrie le 19 septembre 1920 dans le cadre du traité de Saint-Germain-en-Laye qui a mis fin à la participation du pays à la Première Guerre mondiale. Rebaptisé Brindisi et ancré à Bizerte, en Tunisie, lors du transfert, le navire a été classé "esploratore" (croiseur éclaireur) par l'Italie et a atteint La Spezia le 26 octobre où il a été affecté au groupe d'éclaireurs (Gruppo Esploratori). Le navire est modifié pour convenir aux Italiens à La Spezia du 6 avril au 16 juin 1921 avant d'entrer en service. Il devient le navire-amiral du contre-amiral Massimiliano Lovatelli, commandant de l'escadron léger, après sa remise en service. Le Brindisi est parti pour Istanbul le 3 juillet, visitant en route un certain nombre de ports en Italie, en Grèce et en Turquie. Il a remplacé le croiseur blindé San Giorgio comme navire-amiral de l'Escadron de l'Est à son arrivée le 16 juillet. Le navire a été remplacé comme navire-amiral le 6 octobre et est resté affecté à l'Escadron de l'Est jusqu'à son retour en Italie le 7 janvier 1924.
Le Brindisi a accueilli le roi Victor Emmanuel III à bord lors des cérémonies qui ont transféré Fiume au contrôle italien conformément au traité de Rome en février-mars 1924. Le navire a ensuite été transféré en Libye, où il a passé l'année suivante. Le Brindisi est retourné en Italie l'année suivante et a été brièvement affecté à l'escadron des éclaireurs le 1er avril 1926 avant d'être placé en réserve le 26 juillet. Le navire a été réactivé le 1er juin 1927 lorsqu'il a été affecté comme navire-amiral du 1er escadron de destroyers sous le commandement du contre-amiral Enrico Cuturi. Six mois plus tard, il est relevé de ses fonctions de navire-amiral et transféré à l'escadron spécial où il devient le navire-amiral du contre-amiral Antonio Foschini le 6 juin 1928. En mai-juin 1929, le Brindisi effectue une croisière en Méditerranée orientale où il visite des ports en Grèce et dans les îles du Dodécanèse. Le contre-amiral Salvatore Denti relève Foschini le 15 octobre et le navire est désarmé le 26 novembre. Il est utilisé comme navire de dépôt à Ancône, Pula et Trieste jusqu'à ce qu'il soit rayé de la liste de la Marine le 11 mars 1937.